# Fédération nautique de pêche sportive en apnée
La fédération nautique de pêche sportive en apnée (FNPSA) est une fédération sportive française rassemblant des chasseurs sous-marins. Créée en décembre 2002 à la suite des réticences de la FFESSM vis-à-vis de la discipline dite « pêche sous-marine », elle a adopté un « Code moral de la pêche sportive en apnée » et s'est impliquée, dès sa création, en matière de sécurité des personnes et de promotion de pratiques respectueuses de l'environnement. Elle compte, en 2008, 3 000 membres et 60 associations affiliées. La FNPSA délivre ses propres licences et forme ses initiateurs et moniteurs de pêche sous-marine au sein, notamment, d'une structure de formation permanente unique en Europe, basée à Concarneau, et organise des stages et des compétitions régulières.